# A Branded Soul
A Branded Soul è un film muto del 1917 diretto da Bertram Bracken. Il regista - insieme a Franklin Hall - firma anche la sceneggiatura che si basa su un soggetto di E. Lloyd Sheldon.
Prodotto e distribuito dalla Fox Film Corporation, aveva come interpreti Gladys Brockwell, Colin Chase, Vivian Rich, Willard Louis, Lewis J. Cody, Gloria Payton, Fred Whitman, Barney Furey.

## Trama

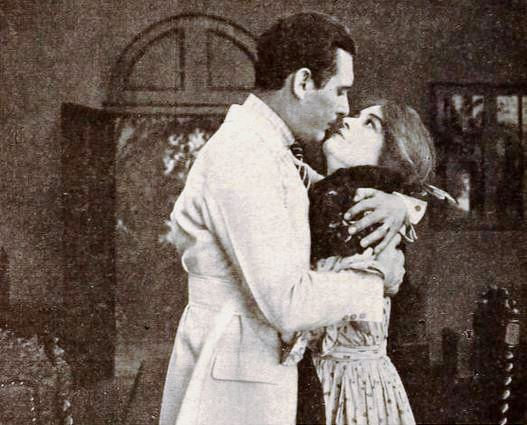
Lew Cody e Gladys Brockwell

Prologo: Antica Roma. Valeriano tenta di rapire Cecilia, ma, colpito dalla spiritualità della fanciulla, si inginocchia pentito davanti a lei.
Tempi moderni: Conchita Cordova canta nel coro della cattedrale della cittadina di San Miguelito. La ragazza è concupita da John Rannie, un petroliere milionario che, per averla, minaccia di denunciare il suo fidanzato Juan Mendoza, reo di aver lavorato per una spia tedesca, Adolf Wylie. Conchita, per salvarlo, accetta il patto. Ma, quando si toglie la sua croce, Rannie si commuove per il suo sacrificio e le chiede perdono. Nel frattempo, i contadini della zona che ce l'hanno con il petroliere che li ha spossessati della loro terra, aizzati da Wylie, incendiano i campi di Rannie. Juan, il fidanzato di Conchita, pensando che lei lo abbia tradito, le getta la croce nel fuoco e poi gliela posa sul petto come un marchio di vergogna. La giovane lo rimprovera per la sua poca fede. Poi salva Rannie che sta per essere bruciato vivo e, insieme a lui, si inginocchia in chiesa davanti all'altare.

## Produzione
Il film fu prodotto dalla Fox Film Corporation; non ci sono riferimenti ai luoghi delle riprese ed è possibile che Gladys Blackwell e Lewis J. Cody siano stati protagonisti anche del prologo del film.

## Distribuzione

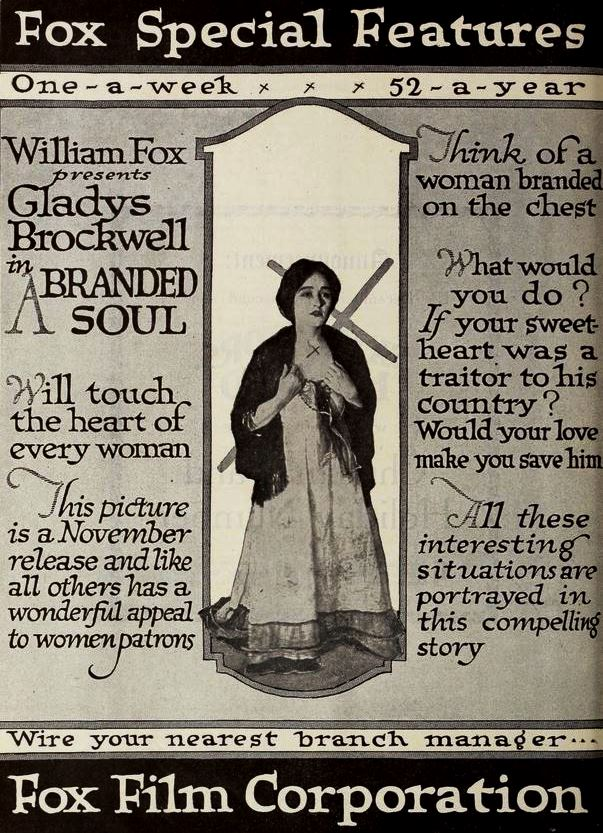
Pubblicità su Exhibitors Herald
(1 dicembre 1917)

Il titolo del film venne cambiato da The Awakening in The Branded Soul e, quindi, definitivamente, in A Branded Soul. Il copyright, richiesto da William Fox, fu registrato il 25 novembre 1917 con il numero LP11748.
Distribuita dalla Fox Film Corporation, la pellicola uscì nelle sale cinematografiche statunitensi il 25 novembre 1917.
Non si conoscono copie ancora esistenti della pellicola che viene considerata presumibilmente perduta.